# Прудки (Логойський район)
Прудки (біл. вёска Прудкі) — село в складі Логойського району Мінської області, Білорусь. Село підпорядковане Гайнинській сільській раді і розташоване в північній частині області.